# Liste der Bodendenkmale in Sommersdorf (Landkreis Börde)
In der Liste der Bodendenkmale in Sommersdorf (Landkreis Börde) sind alle Bodendenkmale der Gemeinde Sommersdorf (Landkreis Börde) und ihrer Ortsteile aufgelistet. Grundlage ist die Auflistung von Johannes Schneider aus dem Jahr 1986. Die Baudenkmale sind in der Liste der Kulturdenkmale in Sommersdorf (Landkreis Börde) aufgeführt.

Der Link (Karte oder Lage) führt zu verschiedenen Kartendiensten mit der Position des Kulturdenkmals. Fehlt dieser Link, wurden die Koordinaten noch nicht eingetragen. Sind diese bekannt, können sie über ein Tool mit einer Kartenansicht einfach nachgetragen werden. In dieser Kartenansicht sind Kulturdenkmale ohne Koordinaten mit einem roten bzw. orangen Marker dargestellt und können durch Verschieben auf die richtige Position in der Karte mit Koordinaten versehen werden. Kulturdenkmale ohne Bild sind an einem blauen bzw. roten Marker erkennbar.

| Denkmal-ID | Fundart             | Ortsteil        | Bezeichnung                  | Zeitstellung | Lage                                              | Bemerkungen                                                       | Bild |
| ---------- | ------------------- | --------------- | ---------------------------- | ------------ | ------------------------------------------------- | ----------------------------------------------------------------- | ---- |
| ?          | Grabmal > Grabhügel | Marienborn      | Megalithgrab                 | Neolithikum  | Im Forst (Lage)                                   |                                                                   |      |
| ?          | Grabmal > Grabhügel | Marienborn      | Megalithgrab, einzeln        | Neolithikum  | 1,5 km nordwestlich, im Marienborner Forst (Lage) | nordwestlich Nähe Landwehr                                        |      |
| ?          | Grabmal > Grabhügel | Marienborn      | Grabhügel                    |              | östlich vom Ort (Lage)                            | ca. 4 Gräber zusammen, ein fünftes südl. vom Bahnhof              |      |
| ?          | Grabmal > Grabhügel | Marienborn      | großes Hügelgräberfeld       |              | Im Marienborner Forst (Lage)                      | ca. 150 Gräber, massiv im südlichen Teil des Marienborner Forstes |      |
| ?          | Befestigung > Burg  | Marienborn      | Wallanlage                   |              | Im ehemaligen Gutspark, östlicher Ortsrand (Lage) |                                                                   |      |
| ?          | besonderer Stein    | Marienborn      | Steinkreuz                   |              | Weg nach Harbke (Lage)                            |                                                                   |      |
| ?          | Grabmal > Grabhügel | Sommerschenburg | Hügelgräber                  |              | Waldrand, östlich des Orts (Lage)                 |                                                                   |      |
| ?          | Befestigung > Burg  | Sommerschenburg | Überbaute Höhenburg, Schloss |              | Im Ort (Lage)                                     |                                                                   |      |
| ?          | Befestigung         | Marienborn      | Landwehr                     |              | 1,5 km nordwestlich vom Ort, südl. der A 2 (Lage) |                                                                   |      |